# Чопик, Владимир Иванович
Владимир Иванович Чопик (4 июня 1929 год — 3 декабря 2015 год) — советский и украинский учёный-ботаник. Доктор биологических наук, профессор. Академик АН ВШ Украины с 1993 года.

## Биография
Родился в селе Теребля Тячевского района Закарпатской области. После окончания Ужгородского университета (1953) и аспирантуры при Институте ботаники АН Украины (1957), защитил кандидатскую (1958), а в 1973 году — докторскую диссертацию на тему «Высокогорная флора Украинских Карпат». Работал старшим научным сотрудником Центрального ботанического сада АН Украины, с 1969 года — старший научный сотрудник, заведующий отделом высших растений, заместитель директора по науке Института ботаники Академии наук Украины. С 1975 года по совместительству, а с 1978 года по штату работает в КНУ имени Т. Шевченко заведующим кафедры высших растений, деканом биологического факультета, профессором кафедры ботаники. С 2004 года — заведующий кафедрой экологии Открытого международного университета развития человека «Украина». С 2007 года — заведующий кафедрой экологии и физиологии растений Кременецкого гуманитарно-педагогического института им. Т. Шевченко.

## Научная деятельность
Основные научные работы посвящены флористике, фитоекосозологии и фитохорологии. Является пионером исследований в области охраны растительного мира и фитохорологии на Украине. Инициировал и был автором первого издания «Красной книги Украинской ССР» (1980); соавтором первого (1978) и второго (1984) издания «Красной книги СССР». Был соавтором справочника «Дикорастущие полезные растения Украины». В соавторстве с академиком АН СССР А. Л. Тахтаджяном принимал участие в подготовке возведения на территории СССР редких и эндемичных видов флоры Европы для первого (1976) и второго (1982) издания в Англии. Основал и обосновал два новые научные направления в интосозологии: аутфитосозологию (охраны отдельных видов растений) и синфитосозологию (охрана растительных ценозов), которые развиваются и приумножаются его учениками и последователями.
Автор около 200 научных трудов, среди которых 19 монографий, справочников, учебных пособий.
Подготовил 18 кандидатов и докторов наук.
В течение 1966—1974 годах выполнял научные проекты с картирования флоры Карпат вместе с учеными Чехословакии, Польши, Венгрии, Румынии и Болгарии. С 1973 года участвует как соавтор, а впоследствии и как член главного редакционного комитета в выпуске совместно с учеными из 36 стран Европы многотомного издания «Atlas Florae Europaeae». Член и ответственный редактор многих научных журналов, тематических сборников и тому подобное.

## Признание
Награждён медалью XII Международного ботанического конгресса (1975), знаком «Отличник образования Украины» (1982). Соросовский профессор (1997), лауреат премии им. Т. Шевченко КНУ им. Т. Шевченко (1999).
Главный Ученый секретарь АН ВШ Украины и член Президиума АН ВШ Украины (2004—2010).

## Труды
- Редкие и исчезающие растения и животные Украины / Чопик В. Ы., Щербак Н. Н., Ардамацкая Т. Б. и др. — К.:Наук. мысль, 1988. — 256 с.